# Битва біля Фліре

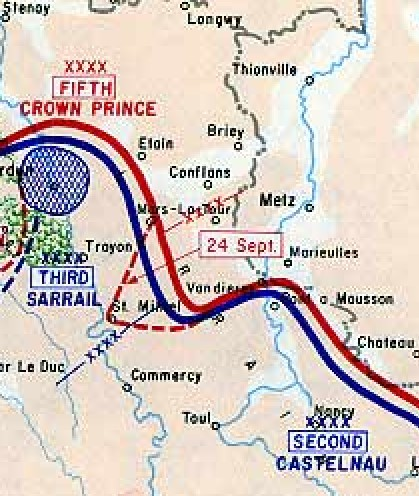
Карта битви біля Фліре. 1914

Битва біля Фліре (англ. Battle of Flirey; фр. 1re Bataille de Flirey) — битва, що відбулася в період з 19 вересня по 11 жовтня 1914 року між французькими та німецькими військами в ході так званого «бігу до моря» на Західному фронті за часів Першої світової війни, коли обидві сторони намагалися охопити північний фланг свого супротивника. Німецька армія в цій битві перемогла французів, перерізавши більшість шосейних доріг і залізниць до Верденського укріпленого регіону (фр. Région Fortifiée de Verdun). Мала значний вплив на решту війни на Західному фронті.

## Історія
У перші місяці війни німецьке верховне командування (нім. Oberste Heeresleitung (OHL) вперше усвідомило підвищену ефективність артилерії та кулеметів для оборони та захопило різні ділянки місцевості, які було легко захистити. Визнаючи, що легше захищати висоти вздовж Маасу, ніж рівнину між Мозелем і Маасом, німецький був спланований, щоб захопити панівні висоти та в такий спосіб перешкодити доступу союзників до рівнини Вовевр, ізолювати Верден і зменшити можливості французів для наступу на німецьку територію.

### Наступ
19 вересня німецька кавалерія з Меца перейшла в наступ, вступивши в сутичку з французькими захисниками в районі Дьєлуар-Мартенкур. Фліре, ліси навколо села та село Сешпре були швидко захоплені. Французькі підкріплення прибули 22 вересня, але не змогли зупинити наступ німців. Потім німецький напрям головного удару змінився, кайзерівські війська повернули з півдня на південний захід. До 24 вересня місто Сен-Мієль було захоплено, а села Фліре, Сешпре і Ксівре відвойовані. 27 вересня прибуло більше французьких підкріплень, але оскільки німці вже міцно закріпилися на захоплених рубежах, подальші контратаки французів між Фліре та Апремоном призвели до незначних змін на лінії фронту і точилися майже безрезультатно до 11 жовтня.

### Наслідки
Результатом битви стало утворення Сен-Мієльського виступу, який вдавався у французьку оборонну лінію південніше Вердена. З двох доріг і однієї залізниці, які вели до Вердена, тільки другорядна дорога залишалася доступною, що створювало серйозні труднощі з постачанням французьких військ у Верденському укріпленому регіоні. Місто фактично опинилося охопленим з трьох сторін противником і нейтралізовано як плацдарм для подальших наступальних операцій Франції. Протягом решти війни в цьому регіоні триватиме багато боїв. Попри спроби французів зменшити виступ під час Першої битви під Вовром на початку 1915 року, Першої наступальної битви під Верденом наприкінці 1916 року та Другої наступальної битви під Верденом у 1917 році, виступ не був зрізаний аж до вересня 1918 року в ході битви за Сен-Мієль.